# Hagan (Géorgie)
Pour les articles homonymes, voir Hagan.
Hagan est une ville américaine située dans le comté d'Evans, en Géorgie. Selon le recensement de 2020, sa population est de 959 habitants.